# Ferdinand Carl von Stumm
Ferdinand Carl von Stumm (* 29. Juni 1880 in Sankt Petersburg; † 28. April 1954 in Grafenaschau bei Murnau) war ein deutscher Diplomat, Industrieller und Rittergutsbesitzer.

## Leben
Ferdinand Carl von Stumm wurde als Sohn des Diplomaten und Industriellen Ferdinand Eduard von Stumm geboren. Nach dem Abitur am Gymnasium in Kassel studierte er Rechts- und Staatswissenschaften an den Universitäten Oxford, Genf, Straßburg und Bonn sowie der Handelshochschule Köln. 1901 wurde er in Straßburg Mitglied des Corps Palaio-Alsatia. Nach Abschluss des Studiums war er als Attaché im Auswärtigen Amt von 1905 bis 1917 als Botschafts- bzw. Gesandtschaftssekretär unter anderem in Washington, Konstantinopel, Belgrad und Rom tätig. Bis Ende 1918 war er Leiter der Abteilung IV (Nachrichten) im Auswärtigen Amt im Range eines Ministerialdirigenten.
1919 quittierte er als Wirklicher Legationsrat den diplomatischen Dienst und lebte fortan in Neunkirchen, um Aufsichtsratsmandate im familieneigenen Stumm-Konzern wahrzunehmen. Er war Mitglied des Aufsichtsrates der Neunkircher Eisenwerke AG, der Homburger Eisenwerk AG und der Heydt's Bank AG in Berlin sowie Mitglied des Grubenvorstandes der Gewerkschaft Steinkohlenbergwerk Minister Achenbach. Nach dem Tode seines Vaters 1925 wurde er Besitzer von Schloss Rauischholzhausen. 1928 verließ er Neunkirchen und lebte fortan in Ascona oder auf Schloss Rauischholzhausen. In den Jahren 1938 und 1941 verkaufte er Gutshof, Schloss und Park Rauischholzhausen.